# Спорядження для скелелазіння

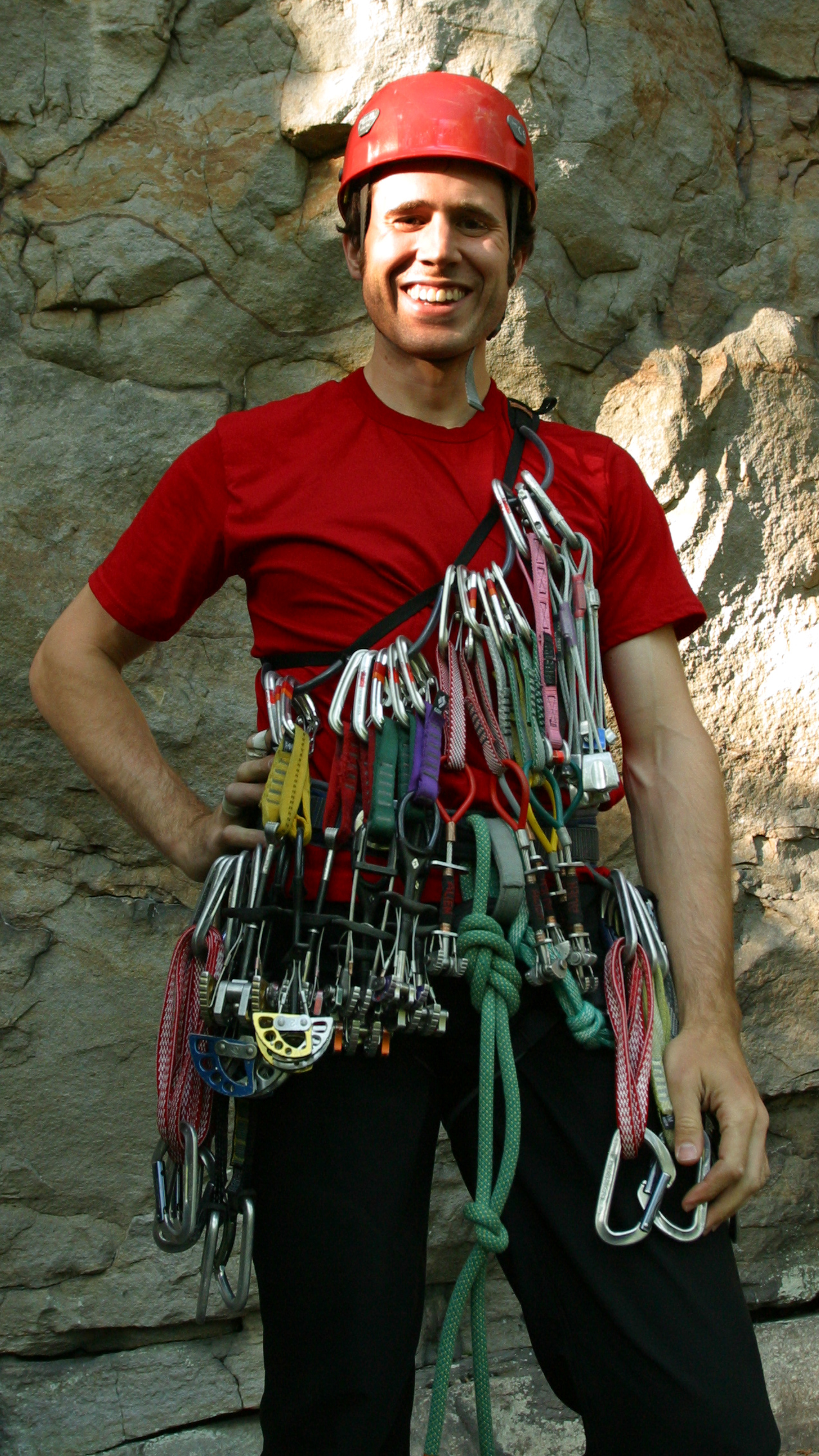
Скелелаз із шоломом, ременем, мотузкою, традиційною альпіністською «стійкою» із захисними пристроями на ремені та додатковим ременем для спорядження, який містить SLCD, гайки, трикутник і відтяжки

Спорядження для скелелазіння відрізняється залежно від конкретного типу скелелазіння. Для боулдерінгу потрібно найменше обладнання: тільки скельні туфлі, магнезія і, за бажанням, краш-пади. Для спортивного скелелазіння додаються мотузки, страхувальні системи, страхувальні пристрої та відтяжки для фіксації в попередньо встановлених анкерах. Для традиційного скелелазіння необхідно мати "комплект" тимчасових пасивних і активних страхувальних пристроїв. Для багатоверстового лазіння та пов’язаного з ним лазіння великими стінами додаються пристрої для підйому та спуску по закріплених мотузках. Нарешті, для технічного лазіння використовується спеціальне обладнання для механічної допомоги у підйомі (наприклад, стремена).
Прогрес в обладнанні є ключовою частиною історії скелелазіння, починаючи з використання мотузок. Сучасні пристрої дозволяють виконувати завдання, які раніше виконували вручну, із більшим контролем – у будь-яких умовах – і з меншими зусиллями. Наприклад, замінами стали: страхувальна система (замість прив’язування мотузки до талії), карабін (замість багатьох вузлів), пристрій для спуску/дюльфер (замість дюльфер-сидіння), зажим (замість вузла прусика), страхувальний пристрій (замість страхування тілом), і закладні елементи/гекси (замість каменів, що затискаються).
Сучасне обладнання включає динамічні мотузки, інструменти для пліометричних тренувань, вдосконалені пружинні камуфляжні пристрої (SLCD) для захисту та вдосконалені пристрої для роботи з мотузкою, такі як самоблокувальні пристрої (SLD), пристрої для захоплення прогресу (PCD) і страхувальні пристрої з асистованим гальмуванням (ABD). Сучасне обладнання виготовляється з передових матеріалів, які стають все більш довговічними, міцними і легкими (наприклад, spectra/dyneema та алюмінієві сплави). Обладнання повинно відповідати певним стандартам (наприклад, стандартам UIAA) щодо міцності, довговічності та надійності, а також має бути сертифіковане і протестоване відповідно до таких стандартів, з маркуванням сертифікації на кожному елементі.

## Використання та сертифікація

### Тип скелелазіння
Обладнання для скелелазіння значно відрізняється залежно від типу скелелазіння, яке виконується. Починаючи з найменш ресурсомісткого типу лазіння, загальні потреби в обладнанні такі: 
- Вільне соло-лазіння та його глибоководний соло- варіант потребують найменшого спорядження, оскільки не використовуються засоби захисту або мотузки. Обладнання, як правило, обмежується взуттям для скелелазіння та крейдою з мішком для крейд.
- У боулдерінгу та його змагальному варіанті боулдерінгу використовується те саме базове обладнання для вільного соло, але з необов’язковим додаванням килимків для боулдерінгу, які також називаються краш-матами або краш-падами.
- Верхнє лазіння по мотузці та його змагальний варіант швидкісного лазіння додають мотузку, ремені та страховку. Перед підйомом мотузка підвішується до точки кріплення у верхній частині, як правило, за допомогою карабінів, строп, шнура або їх комбінації. [2]
- Спортивне скелелазіння та його варіант лазіння на змаганнях додають відтяжки, які закріплюються в попередньо просвердлених на місці болтах, поки альпініст веде лазіння по маршруту. Додатковий захист від скелелазіння не потрібен. [2]
- Традиційне скелелазіння вимагає більшої частини спорядження для вищезазначених дисциплін, але з додаванням широкого захисного спорядження для скелелазіння (гайки, шестигранники та SLCD), яке альпініст встановлює під час проходження маршруту. Через вагу додаткового захисту може знадобитися міцніший ремінь безпеки та/або ремінь для передач . [2]
- Багатоступеневе скелелазіння, яке можна виконувати як у спортивному, так і в традиційному форматах, вимагає додаткових мотузкових пристроїв, як-от підйомників і спусків для переміщення вгору та вниз по фіксованих мотузках. Варіант із великою стіною потребує важких мотузкових пристроїв для перенесення більшої кількості спорядження, наприклад порталів і провізії, які перевозяться в транспортних сумках .
- Одиночне лазіння по мотузці виконується в багатьох форматах (спортивне, традиційне, з кількома кроками) і потребує великого асортименту мотузкових пристроїв, оскільки кожну веревку потрібно проходити самостійно (за допомогою самоблокуючих пристроїв або SLD), спускатися вниз (за допомогою спусків). ), а потім повторно піднявся (за допомогою залізниць). [3] [4] Простіший варіант самостійного лазіння по мотузці вимагає лише SLD. [5]
- Ейд-лазіння та його чистий варіант айд-лазіння зазвичай виконується в традиційному форматі, а також, швидше за все, на маршрутах з кількома кроками та великою стіною. На додаток до стандартного обладнання для таких маршрутів, для лазіння на допомогу використовується спеціальне обладнання, таке як айдери та шлейфові ланцюжки, а також молотки для крючків і мідників . [6]

### Атестація

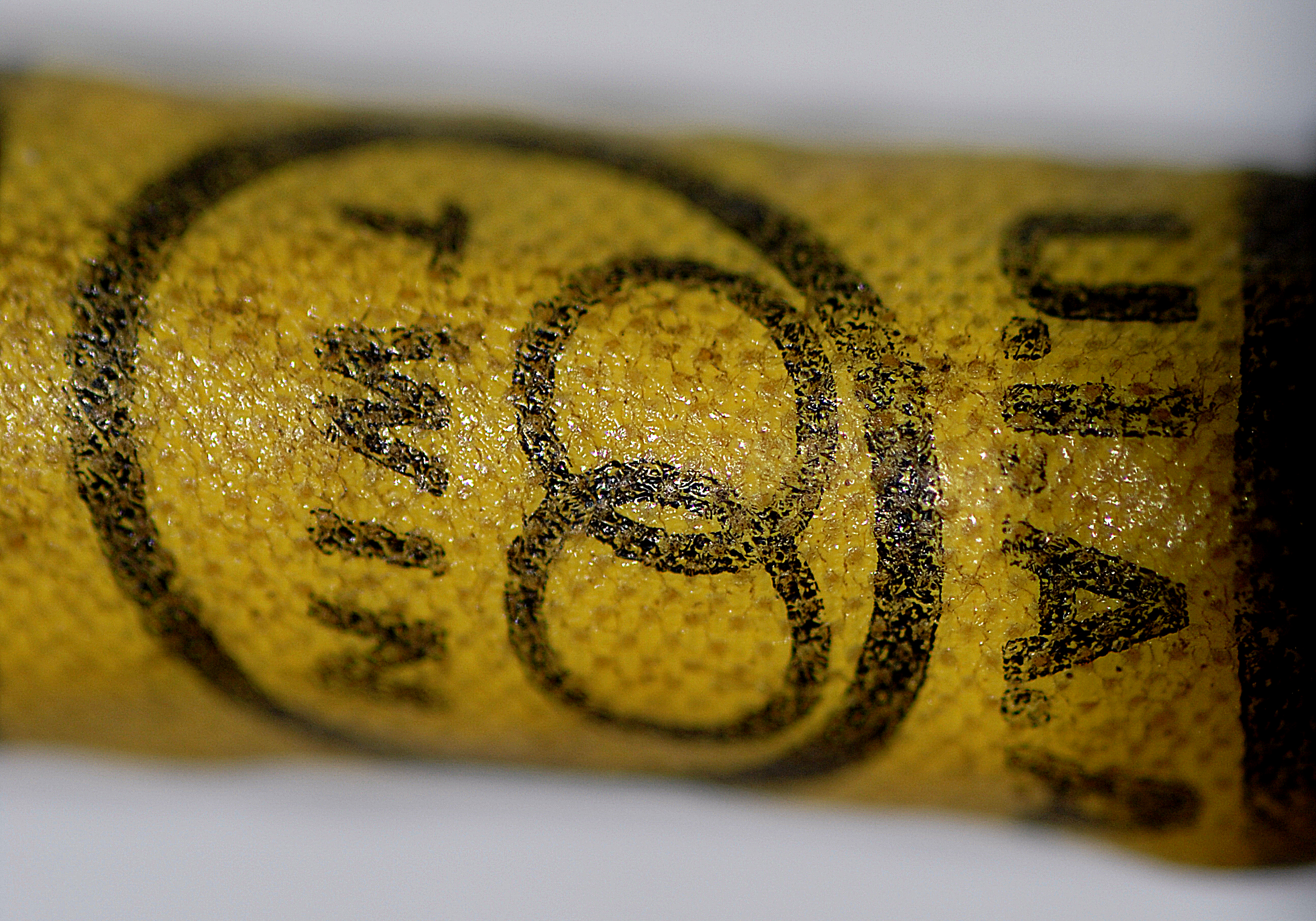
Подвійні канати, сертифіковані UIAA

Обладнання для скелелазіння загалом класифікується як засоби індивідуального захисту (ЗІЗ).  Міжнародна федерація скелелазіння та альпінізму (відома як UIAA) була важливим першим органом — і єдиним до 1995 року — у встановленні стандартів для обладнання для скелелазіння. Комісія з безпеки UIAA продовжує відігравати центральну роль у цій сфері у всьому світі.   Європейський комітет зі стандартизації (CEN) також є важливим регуляторним органом для ІЗС, який тісно співпрацює з Комісією з безпеки UIAA через свою робочу групу CEN із альпіністського спорядження.  

У Північній Америці існує менше специфічних регуляцій щодо обладнання для скелелазіння, оскільки воно не класифікується як військове чи професійне ІЗС і, відповідно, не підпадає під регуляції Американської  адміністрації з охорони праці (OSHA);   Таким чином, UIAA і CEN стали найважливішими органами для встановлення стандартів і регулювання обладнання для скелелазіння у всьому світі, а більшість основних виробників і дистриб'юторів виробляють обладнання, сертифіковане та маркуванням UIAA та CE .   Після виходу Сполученого Королівства з Європейського Союзу в країні була запроваджена сертифікація UKCA замість CEN. 

## Мотузки та стропи

### Мотузки

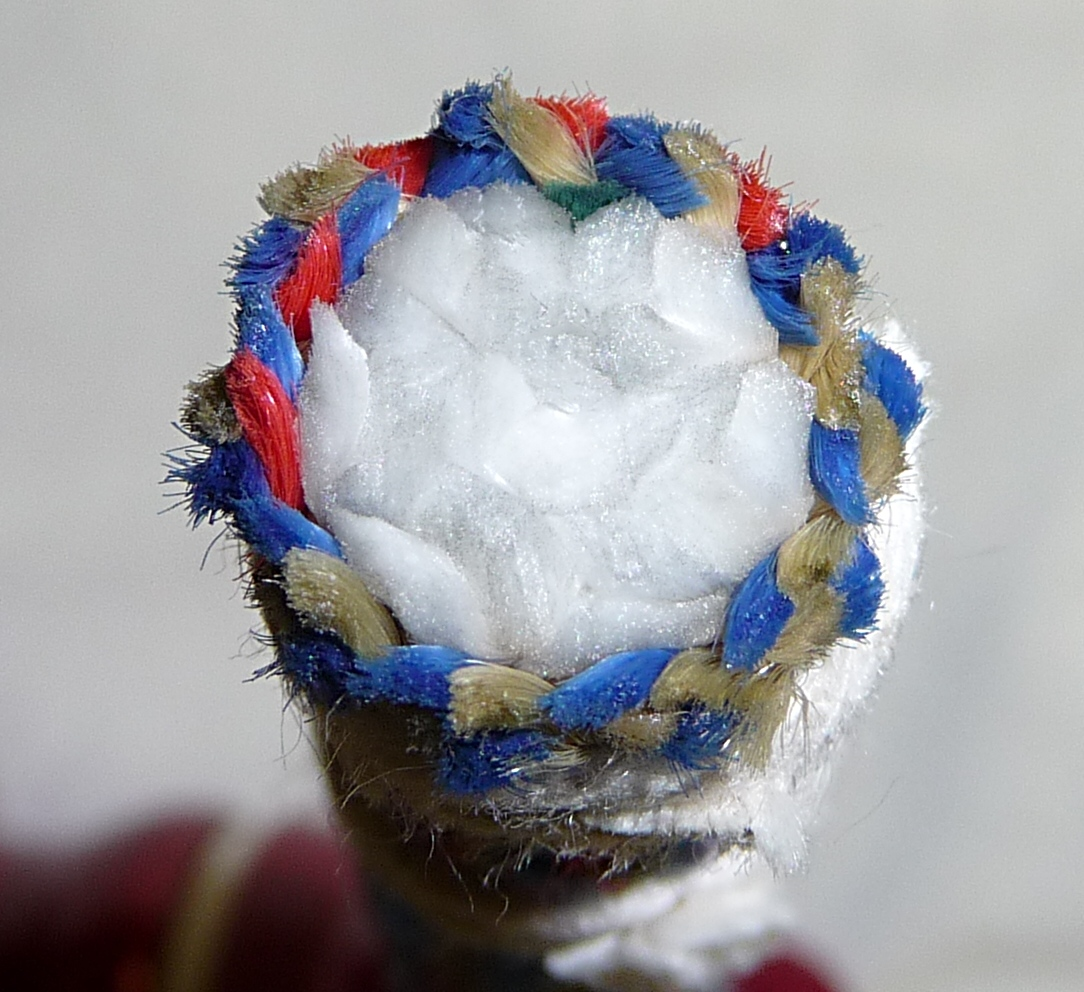
Переріз 10,7 мм kernmantle динамічна мотузка

Сучасні мотузки для скелелазіння мають довжину від 50 до 80 метрів (160–260 футів) — довші версії призначені для багатоверстового лазіння. Вони мають конструкцію типу «кернмантл», яка складається з внутрішнього ядра (керна) із скручених нейлонових волокон і зовнішньої оболонки (мантла) із грубих кольорових нейлонових волокон. Мотузки бувають двох типів: динамічні, які можуть розтягуватися для поглинання енергії падіння скелелаза, і статичні, які є менш дорогими, але більш зносостійкими. Статичні мотузки призначені лише для ситуацій із постійним навантаженням, таких як спуск (наприклад, дюльфер) і підйом  (наприклад, жумаринг ).   
Деякі скелелази використовують одну мотузку повної товщини, приблизно 9–11 мм, тоді як інші застосовують здвоєні мотузки, або «половинні мотузки», щоб зменшити тертя мотузки (наприклад, одна мотузка закріплюється в будь-якому конкретному анкері чи точці страхування). Товщина таких мотузок зменшена до приблизно 8–9 мм, щоб обмежити вагу додаткової мотузки. Система подвійних мотузок використовує дві тонші мотузки, зазвичай товщиною 7–8 мм, які обидві закріплюються в кожній точці страхування. Таким чином, подвійні мотузки не призначені для зменшення тертя, а використовуються для забезпечення резервної мотузки на довгих підйомах.   

### Слінги

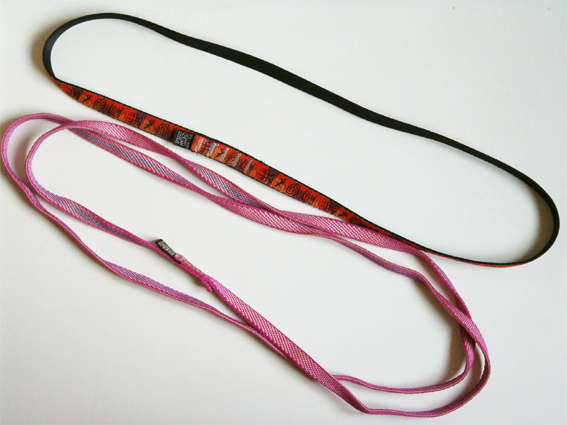
Комплекти шитих лямкових строп

Сучасний слінг (або «стропа») виготовляється зі міцного трубчастого нейлону або ще міцнішого матеріалу спектра/дайнема. Скелелази використовують стропу, яка була зшита відповідно до сертифікованого стандарту зміцненого шва, у вигляді різних довжин закритих петель, відомих як «стрічки» (або «резервуари»). Їх можна використовувати в широкому діапазоні ситуацій, включаючи обмотування ділянок скелі для дюльферу, створення страхувальних анкерів або як пасивне захист, або прив’язування до іншого обладнання — часто через карабіни — для створення більш довгої версії відтяжки або імпровізованого шнурку.   

Стропи можуть бути виготовлені в більш складні елементи спорядження, такі як  шлейфовий ланцюг, який використовується в допоміжному скелелазінні,   і персональна якірна система, яка використовується для закріплення альпініста на фіксованій точці кріплення. 

### Шнури

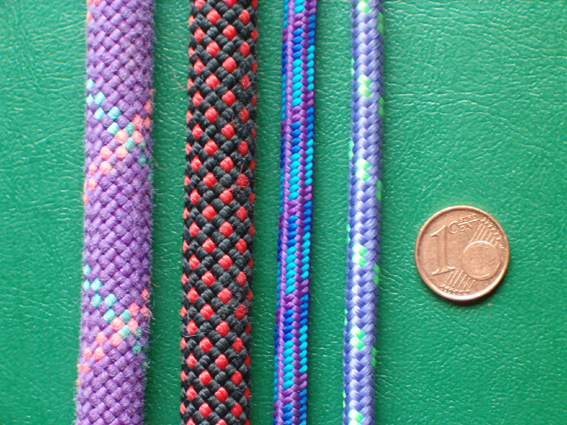
Порівняно товщину мотузки (два ліворуч) і шнура (два праворуч).

Хоча відрізки стропи можна зв'язати вузлом, наприклад, водяним, щоб створити петлі потрібної довжини замість попередньо зшитих строп фіксованої довжини, їхня несуча здатність може суттєво зменшитися, що робить їх менш безпечними. Замість цього альпіністи використовують шнур (або «аксесуарний шнур»), який являє собою відрізок тоншої, приблизно 4-8 мм, статичної мотузки, зав'язаної подвійним рибальським вузлом в замкнуті петлі будь-якого розміру.  

Шнурові петлі (також відомі як «корделетки») виконують широкий спектр функцій у скелелазінні. Вони використовуються для створення фрикційних вузлів Прусика для підйому або захоплення закріплених альпіністських мотузок, зазвичай з більш тонкого шнура товщиною приблизно 5-6 мм, або для кріплення і вирівнювання зусиль в декількох точках кріплення,  наприклад, при встановленні анкерів для страховки на багатоступеневих скелелазних маршрутах, зазвичай з більш товстого шнура товщиною приблизно 7-8 мм.  

## Мотузкові з’єднувачі
Кілька сучасних видів мотузкового з'єднувального обладнання допомагають альпіністам надійно прикріплювати предмети до альпіністської мотузки, наприклад, себе за допомогою сучасної альпіністської обв'язки, або різні захисні пристрої за допомогою сучасних карабінів і швидкознімних пристроїв. До винаходу цих елементів мотузкового з'єднувального обладнання альпіністи використовували альтернативні методи, такі як обв'язування мотузки навколо тіла замість обв'язки (наприклад, натільний ремінь) і обв'язування мотузки навколо різних скель як форму захисту. На додаток до цих ранніх технік, альпіністи також використовували різні альпіністські вузли для зв'язування мотузок і точок кріплення разом, які зараз замінені обладнанням для з'єднання мотузок, таким як карабіни.

### Карабіни

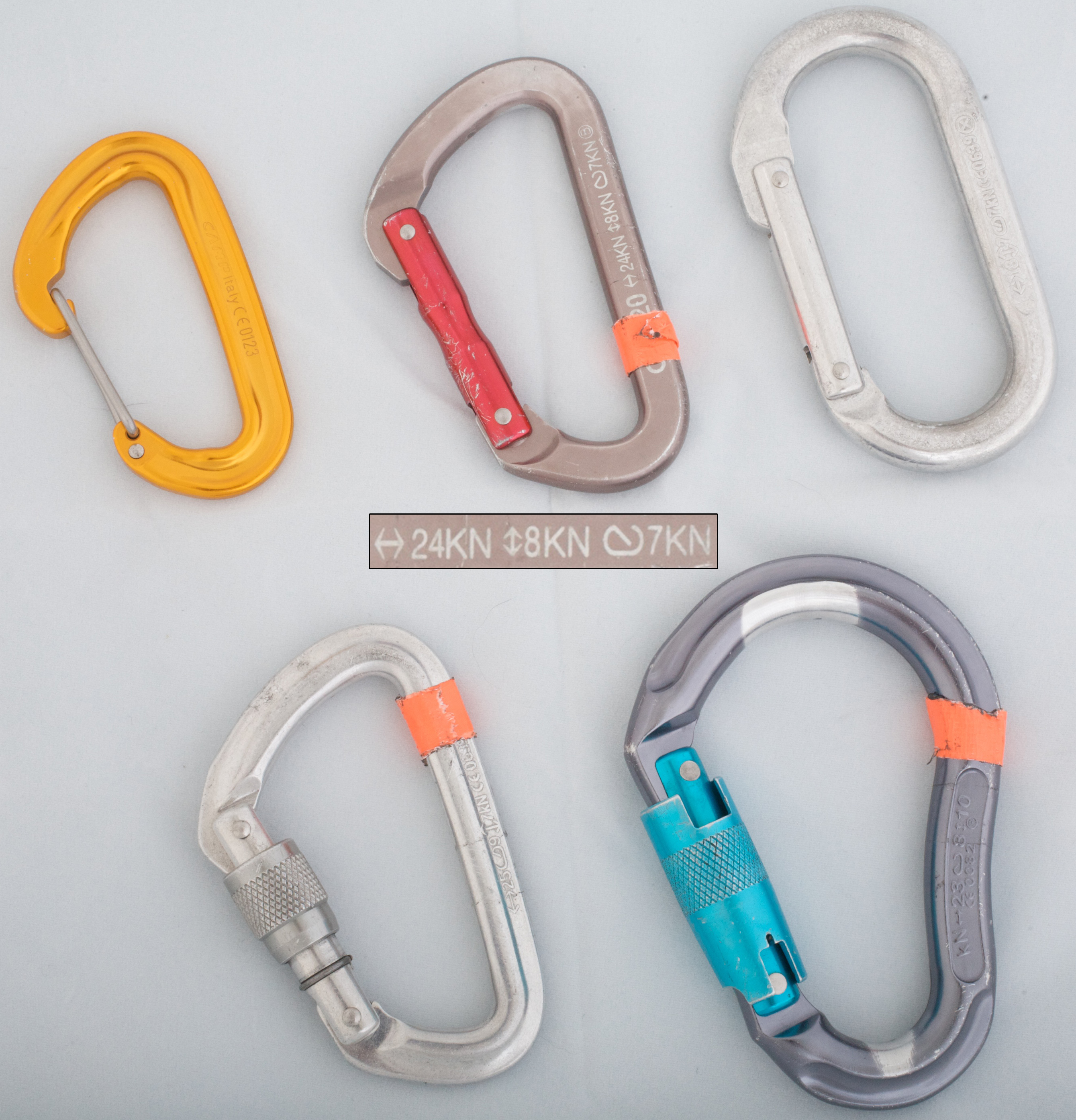
Карабіни без фіксатора (зверху) і з фіксатором (знизу).

Карабіни - це закриті металеві затискачі з підпружиненими воротами, які використовуються як з'єднувачі між мотузкою та різними пристроями. Сучасні карабіни виготовляються з легкого, але міцного алюмінієвого сплаву, який витримує навантаження при падінні. Карабіни бувають різних форм, найпоширенішою з яких є асиметрична/зміщена D-подібна форма, а також різного типу (наприклад, прямий або вигнутий). Особлива відмінність полягає в тому, чи є карабін замикаючим, що забезпечує додаткову безпеку при страхуванні, але робить карабін важчим і трохи складнішим для застібання, або незамикаючим, який найлегше застібати і розстібати, наприклад, при проходженні спортивного скелелазного маршруту, але з ризиком того, що карабін може ненавмисно відкритися.  

### Джгути
Альпіністські обв'язки використовуються для з'єднання мотузки з альпіністом через «страхувальну петлю» на обв'язці. Обв'язки виготовляються з міцних матеріалів відповідно до спеціальних норм міцності, які можуть витримати навантаження при значному падінні. Існує багато типів конструкцій обв'язок і матеріалів, що використовуються в залежності від типу скелелазіння. Приклади включають мінімальні «сидячі» обв'язки для спортивного скелелазіння, оскільки вони вимагають мало петель для кріплення спорядження, легкі та знімні петлі для ніг для альпінізму, які облягають важкий зимовий одяг, м'які обв'язки для лазіння по великих стінах, які забезпечують комфорт при підвішуванні страхувальних систем та перил, а також обв'язки для дітей або перенесення важких вантажів. 

### Шнурки

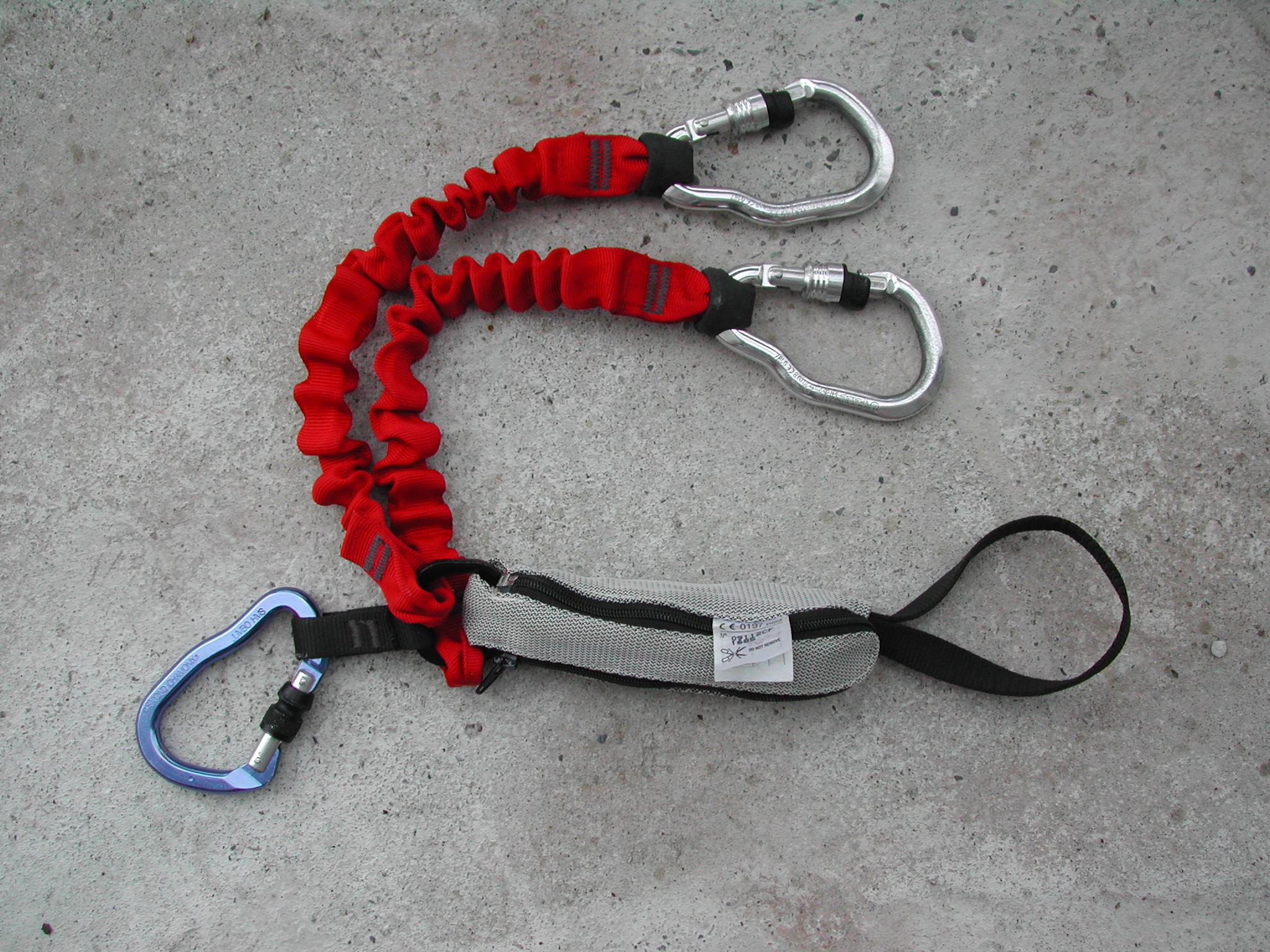
Petzl "набір шнурків для феррат" із прикріпленим " поглиначем енергії "

Шнурки (або «театер», або «віа феррата») — це набагато довші версії відтяжок, які кріпляться від ременя до мотузки (або інших опорних точок, як-от металевого троса). Різниця полягає в тому, що шнурки набагато міцніші, ніж квитки, і здатні витримувати фактор падіння 2, як це спостерігається на віа ферраті або на маршрутах для лазіння з кількома кроками . Вони часто виготовляються з матеріалів, які можуть поглинати динамічну енергію, і часто постачаються з додатковими додатковими пристроями для поглинання енергії падіння, а шнурки, які зазнали сильних падінь, часто доводиться викидати. Ремінці також сконструйовані так, щоб бути достатньо гнучкими, щоб протистояти їх скрученню.  

#### Персональні анкерні системи
Підкласом строп є персональна анкерна система (PAS), яка являє собою секцію мотузки або з’єднаних між собою ланцюгів строп, які використовуються для прив’язування ременів до точки кріплення, такої як станція страхування. Традиційно альпіністи прив'язували свою збрую до якорів, використовуючи частину альпіністської мотузки; однак PAS став популярним як спосіб уникнути зменшення ефективної довжини альпіністської мотузки та використовувати більш просте з’єднання. 

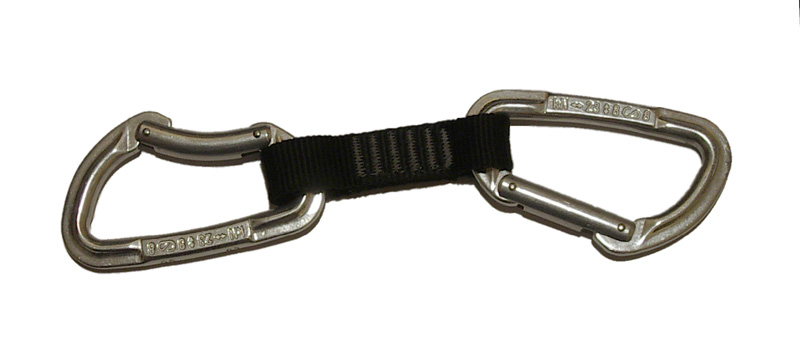
Відтяжка для спортивного/змагального скелелазіння з «зігнутими воротами» на одному кінці для легшого закріплення

Відтяжки використовуються альпіністами для з’єднання мотузок із фіксованими точками, такими як болтові анкери у спортивному скелелазінні або захисні пристрої у традиційному скелелазінні. Відтяжка складається з двох незамикаючих карабінів, з’єднаних короткою, попередньо пришитою петлею з стрічки. Вони використовуються для зменшення тертя та опору між мотузкою та фіксованою точкою, яке може виникнути, коли мотузка просто закріплена в карабіні, закріпленому у фіксованій точці. У змагальному скелелазінні відтяжки вже висять на попередньо закріплених болтах, що в спортивному скелелазінні називається «розова точка» . Відтяжки, які використовуються в просунутому спорті та на змагальних скелелазних маршрутах, часто мають «зігнуті ворота» на нижньому карабіні, щоб зробити закріплення в відтяжку ще легшим.  

## Мотузкові пристрої
Декілька пристроїв використовуються для керування мотузкою (наприклад, страхувальні пристрої та пристрої з самоблокуванням), переміщення вгору по мотузці (наприклад, пристрої для підйому) або руху вниз по мотузці (наприклад, пристрої для спуску/спуску або спуску). Ці дії історично виконувалися альпіністами без механічних пристроїв (наприклад , страховка для кріплення, спуск на тросі для спуску та вузол «Прусик» для підйому), і ці механічні пристрої допомагають як у контролі, так і в безпеці в будь-яких умовах (наприклад, вологість або крижані мотузки).  

### Підйомники

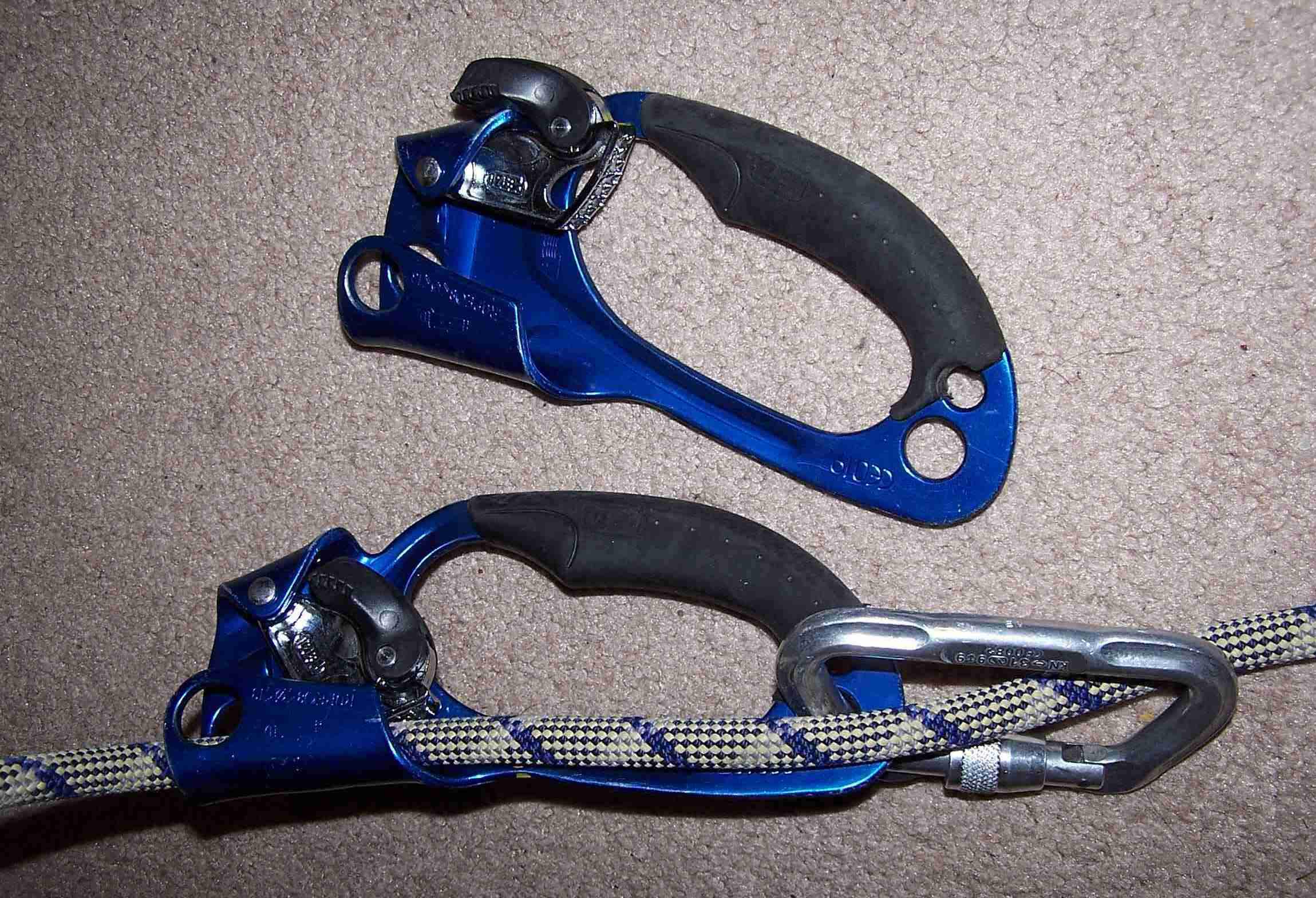
Асендер, прикріплений до мотузки

Підйомники (також звані «jumars» або « crolls » на честь популярних марок) — це механічні пристрої, які дозволяють альпіністові рухатися вгору по нерухомій мотузці, яка є статичною мотузкою, що висить на нерухомому якорі. Підйомники виконують ту саму основну функцію, що й фрикційні або прусикові вузли, зроблені зі шнура, але для їх використання потрібно набагато менше зусиль і концентрації (наприклад, втомлені альпіністи на великій висоті), вони можуть впоратися з набагато більшими навантаженнями (наприклад, альпіністи з рюкзаком), і вони більш надійні в будь-яких умовах (наприклад, на мокрих і крижаних мотузках). Підйомник використовує внутрішній кулачок, який дозволяє пристрою вільно ковзати в одному напрямку, але щільно захоплювати мотузку, коли її натягують у протилежному напрямку. Для запобігання випадкового падіння займового пристрою з мотузки також використовується фіксуючий карабін. 

### Страхувальні пристрої

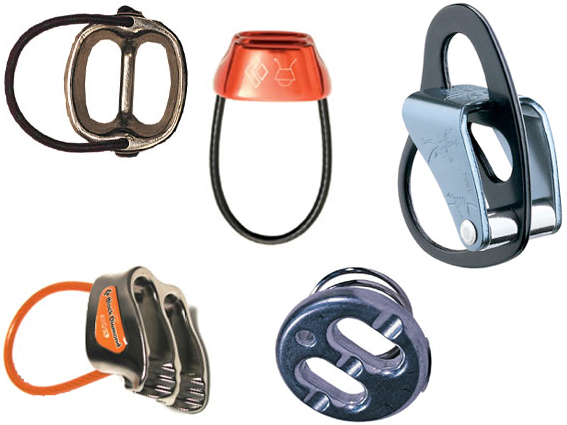
Різноманітні моделі бульб, та стічкова пластина (р-нижня)

Страхувальні пристрої — це механічні фрикційні гальмівні пристрої, які використовуються для керування альпіністськими мотузками під час страхування альпініста. Їх головне призначення полягає в тому, щоб дозволити мотузці бути заблоковано або повністю загальмовано з мінімальними зусиллями під час зупинки падіння альпініста. Існує багато типів страхувальних пристроїв, таких як оригінальні пасивні гальмівні пристрої, такі як "sticht plates" і пізніші "tubers/tubulars" (наприклад, оригінальний Black Diamond ATC або Petzl Reverso ). 
Асортимент сучасних страхувальних пристроїв також включає пристрої з автоматичним блокуванням (наприклад, GiGi ), які дозволяють прикріпити страхувальний пристрій до окремої опорної точки (наприклад, а не до страхуючого, що корисно для підйому другого альпініста на мульти- нахилених маршрутів) і пристроїв активного допоміжного гальмування (ABD), які самоблокуються при раптових рухах мотузки (наприклад, Petzl GriGri або Wild Country Revo ). Деякі пасивні страхувальні пристрої можуть також використовуватися як спускові пристрої для спуску . 
Внутрішні стіни для скелелазіння можуть забезпечувати фіксовані на місці механічні автоматичні страховки, які дозволяють альпіністу самостійно прокладати верхню мотузку ; новіші моделі провідної автоматичної страховки дозволяють альпіністові самостійно вести сходження по маршруту. 

### Спускаються
Спускові пристрої (або пристрої для спуску ) дозволяють альпіністу спускатися (або спускатися по канату) вниз по нерухомій або статичній мотузці, яка висить на фіксованому якорі. Вони виконують ту саму основну функцію, що й спуск на канаті dülfersitz, але з більшим контролем і меншими зусиллями. Класичним пасивним спусковим механізмом, який досі широко використовується, є вісімка, хоча вона пропонується в більш складних варіаціях з «вушками» та «крилами», щоб запобігти замиканню мотузки. 
Багато пасивних страхувальних пристроїв можна використовувати як спускові пристрої, наприклад бульбові/трубчасті. Деякі сучасні спускові пристрої оснащені функціями самоблокування (SLD), які захоплюють мотузку в разі неконтрольованого падіння (наприклад, Petzl I'D S).  Важкі спускові пристрої, такі як стійки для спуску, використовуються для кращого контролю та тертя під час перенесення важких вантажів та/або в дуже вологих чи крижаних умовах (наприклад, скелелазіння на великій стіні та спелеологія). Сучасною технікою є використання спускового пристрою з персональною анкерною системою . 

### Самоблокувальні пристрої
Самоблокувальні пристрої (SLD), які також називаються пристроями фіксації прогресу (PCD), — це терміни, надані ширшому класу мотузкових пристроїв, які дозволяють альпіністській мотузці рухатися вільніше в одному напрямку, але швидко блокуються, якщо мотузка намагається рухатися у зворотному напрямку. Їх базова дія означає, що деякі з них також можуть бути використані як аварійні підйомники або допоміжні страхувальні пристрої (ABD), але вони доступні в широкому діапазоні для різноманітного використання (наприклад, як тяговий або рятувальний блок, як Petzl Traxion). 
Найбільш складним є використання для соло-скелелазіння по мотузці, для якого використовувалися такі пристрої, як Wren's Silent Partner, Petzel GriGri та Wild Country Revo (для соло-скелелазіння по мотузці потрібен найширший спектр канатних пристроїв, включаючи підйомники та спускачі),   або більш зрозуміле самостійне лазіння по верхній мотузці, для якого використовувалися Petzl Micro Traxion і Camp Lift. 

## Пристрої захисту
Як обговорювалося в розділі «Типи скелелазіння», захисні пристрої для скелелазіння в основному використовуються в традиційному скелелазінні та спортивному скелелазінні, обидва з яких можуть виконуватися в одно- та багатоступінчастих форматах. Крім того, під час скелелазіння також використовуються багато традиційних засобів захисту. 

### Тимчасовий
Тимчасові захисні пристрої (також відомі як pro, gear або rack ) забезпечують засоби розміщення тимчасових опорних точок на скелі, до яких провідний альпініст може закріпити свою мотузку (через відтяжку) під час традиційного лазіння ; їх також можна використовувати як точки кріплення для страхування та спуску. Пристрої класифікуються як активні (тобто вони динамічно рухаються або регулюються у разі падіння) або пасивні (тобто вони зберігають статичне положення протягом усього часу). 

#### Активний
- Пружинні кулачки (SLCD, або « друзі », « камалоти ») складаються з двох-чотирьох алюмінієвих кулачків, встановлених на підпружиненій осі (або двох суміжних осях) таким чином, що тягнути вал, з’єднаний з вісь змушує кулачки звужуватися, щоб їх можна було вставити в невеликі щілини. Після того, як SLCD буде вставлено в тріщину, його кулачки підтримуватимуть постійний кут кулачка 13,75 градусів до стінок тріщини. SLCD на сьогоднішній день є найпопулярнішою формою активного захисту. [2] [26]
- Big Bros (або підпори для труб) — це великі порожнисті телескопічні алюмінієві труби, вироблені компанією Trango, ширину яких можна динамічно регулювати, щоб відповідати великим тріщинам поза шириною, які занадто широкі для стандартних SLCD. [27] [28]
- Знімні болти (або RB) є типом SLCD для вставлення в попередньо просвердлені отвори для болтів, але замість використання кулачків у системі використовується металева трубка, яка після вставлення розширюється, щоб зачепити стінки отвору. Використовуються рідше, але їхнє головне застосування — для альпіністів, які створюють кріплені маршрути. [2]

#### Пасивний
- Гайки (також «стопори», «дроти» або «колодки») — найпоширеніший пасивний захист — це гайки, які замінили опорні камені з вигнутими блоками з міцного алюмінієвого сплаву, прикріпленими до дротяної петлі. Їх вклинюють у звужувані/звужувані тріщини (вони погано працюють у широких або паралельних тріщинах), а потім міцно тягнуть, щоб встановити їх на місце. [2] [29] Гайки бувають багатьох різновидів (наприклад, офсетні гайки HB, мікрогайки та латунні гайки RP). [30] Там, де поширені австралійські морквяні болти, дротяну петлю можна використовувати як екстрену заміну пластини болта, наприклад , підвіску для заклепок . [31]
- Шестигранники — це порожнисті асиметричні шестикутні трубки, прикріплені до петлі шнура, особливо для великих шестигранників, або дроту. Часто ширші за гайки, їх асиметрична форма дозволяє використовувати їх у паралельних і навіть розширюючих тріщинах. Ідеально їх розміщують як гайки у звуженій ділянці тріщини, і будь-яке падіння призведе до того, що шестигранник перекрутиться в місці розташування, таким чином застосовуючи силу вбік до стінки тріщини. Сучасні альпіністи, як правило, використовують SLCD над гексами. [2]
- Трикулачки — це профільовані алюмінієві блоки, прикріплені до відрізків стрічкової стрічки, подібно до гайки. Блок має таку форму, що, потягнувши за стрічку, він притискається до стінок тріщини, сильніше стискаючи камінь, подібно до шестигранника. Трикулачки також можна розмістити подібно до гайки, покладаючись лише на звуження тріщини. Трикамери не так легко розмістити або видалити, як SLCD, але вони можуть поміститися у вузькі щілини та кишені, у деяких випадках це єдиний тип захисту, який працюватиме на певній функції. Трикамери, як правило, дешевші та легші, ніж SLCD, і сьогодні рідше використовуються. [2] [32]

### Виправлено
Стаціонарні захисні пристрої – це постійні анкери на місці, до яких провідний альпініст може закріпити свою мотузку – часто за допомогою відтяжки – під час спортивного скелелазіння ; їх також можна використовувати для створення опорних точок для страхування та спуску. Основні типи: 
- Болти — це сталеві розпірні болти діаметром 1/2 дюйма, попередньо просвердлені в скелі ручним дрилем і затягнуті динамометричним ключем. У деяких версіях для кріплення болта використовується певний клей. [2] [33] Перед вставленням прикріплюється підвіс для болтів, до якого можна закріпити карабіни та відтяжки. Сучасні болти з нержавіючої сталі або дорожчого титану для ще більшої довговічності та/або суворіших умов, таких як морські скелі, служать більше десяти років, але мають обмежений термін служби, після чого їх потрібно замінити. [34] Деякі скелі з болтами використовують фіксовані пермадрови, які є дротяними відтяжками на місці, які назавжди прикріплені до підвісів для болтів. [35]
- Пітони передували болтам і являють собою сталеві шипи (старіші версії виготовлялися із заліза), які можна було забивати в тріщини в скелі та мають отвір для кріплення карабіна (у деяких попередньо встановлені металеві кільця). На відміну від болтів, крючки потребують щілини, у яку їх можна забивати, і мають різноманітні форми та конструкції (наприклад, кути, леза ножів, втрачені стріли), щоб відповідати різним тріщинам і навіть мікротріщинам, таким як RURPs . Пітони були значною мірою замінені міцнішими болтами як фіксованим захистом вибору, але вони все ще є важливою частиною лазіння по великій стіні та лазіння (але не чистого лазіння, яке виключає будь-яке використання молотків). [2] [36]

## Допоміжне обладнання
У допоміжному скелелазінні використовуються декілька з вищезазначених пристроїв, але таким чином, щоб надати альпіністові «допомогу» у підйомі (наприклад, підтягування на крюках і гаках). Є також ряд інших частин обладнання, які більше пов’язані з допоміжним лазінням. 
- Айдери (або французькі etriers ) — це короткі драбини з 5–6 сходинками, зроблені з легкої стрічки, і є центральною частиною техніки лазіння за допомогою . Зазвичай вони використовуються в парах, коли альпініст стоїть на одному допоміжному пристрої, одночасно підстригаючи вищий допоміжний пристрій. Айдери також можуть бути у вигляді айдерів «зміщеного стилю», які являють собою 5–6 стременних петель, розташованих з обох боків центральної мотузки, і у вигляді легких айдерів «регульованого стилю», щоб альпініст міг створювати індивідуальні розміри сходинок. [6]
- Гірляндні ланцюжки — це стрічкові стропи довжиною від 1 до 1,5 метра, які мають кілька невеликих петель для кріплення карабінів, які виготовляються шляхом зшивання стропи з інтервалом від 8 до 15 сантиметрів. Як і айдери, гайдові ланцюжки також є центральною частиною лазіння на допомогу. Вони використовуються для кріплення джгута до помічника. Слід бути обережним, щоб не закріпити петлі неправильно, що може призвести до виходу з ладу та розриву ланцюга (наприклад, під час спроби використовувати його як персональну анкерну систему ). [6]
- Мідні головки (або «баші») — це різновид м’якої металевої гайки, зазвичай виготовленої з міді, яку можна забивати в дуже тонкі щілини, які замалі навіть для найвужчого стержня. Copperheads використовуються лише для скелелазіння, але їх низька міцність означає, що вони можуть витримати лише «статичну вагу тіла» альпініста, що піднімається, і, швидше за все, не вийде, якщо альпініст зробить динамічне падіння. Часом альпіністи «розчищають» скупчення мідянок на допоміжному маршруті. [6] [37]
- Гаки — це сталеві гаки різної форми (наприклад, гак для бити, гак для кігтя, гак для захвату тощо), які підвішуються до тріщин і відшарувань (наприклад, гачок fifi та skyhook ). Вони здебільшого використовуються в скелелазінні, але використовувалися в екстремальних традиційних маршрутах скелелазіння як крайній засіб, коли розміщення гачка може не витримати динамічного падіння. Особливий тип гака – це заклепка, яку можна прикріпити до старих металевих заклепок (наприклад, австралійські гвинти-моркви), назавжди закріплених у скелі. [6]
- Молотки для скелелазіння — це різновид молотка, призначеного для вставлення крючків різних типів під час підйому по маршруту; скелелазіння з чистим допоміжним обладнанням не дозволяє використовувати молотки, тому що все обладнання для чистого допоміжного спорядження має бути вставлене лише на тимчасовій основі. [6]

## Екіпірування одягу
Скелелази використовують кілька одиниць спеціалізованого одягу, зокрема:

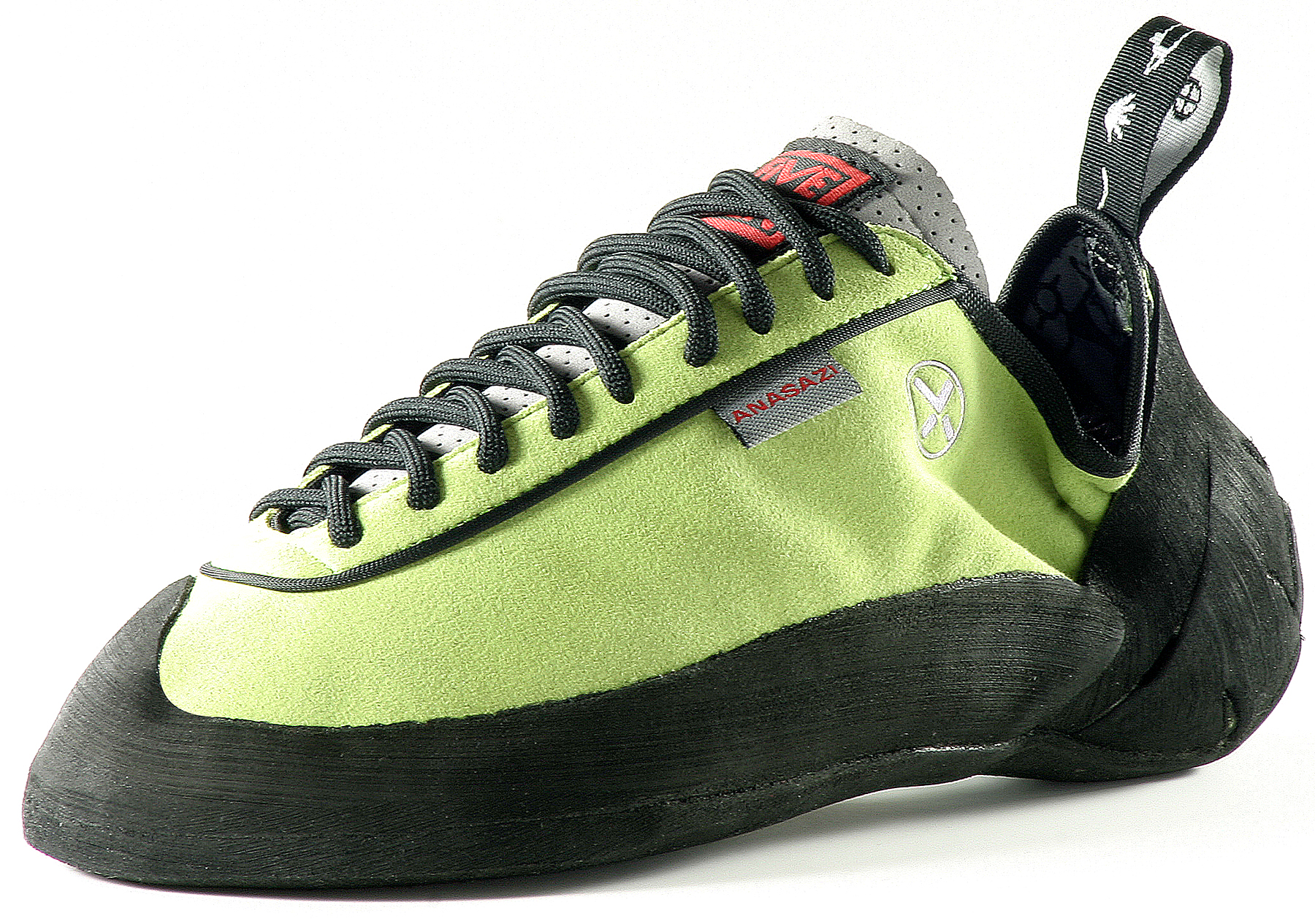
Сучасне скелелазне взуття

- Страхувальні окуляри дозволяють страхуючому дивитися на провідного альпініста без необхідності напружувати шию вгору (тобто окуляри нахилені вгору на 45 градусів), і використовуються, коли є велика страховка, наприклад на довгих маршрутах, або інструкторами зі скелелазіння. [38] [39]
- Страхувальні рукавички використовуються для захисту рук і зазвичай потрібні на маршрутах для сходження на велику стіну. Їх конструкція зі шкіри або інших міцних матеріалів, як правило, покращує зчеплення з мотузкою, що зменшує ризик виходу з ладу системи страхування. [40]
- Взуття для скелелазіння розроблено для збільшення тертя, а отже, і зчеплення між стопою та поверхнею для скелелазіння з підошвою з вулканізованої гуми. Більш жорстке взуття використовується для «окантування», а більш м’яка підошва для «розмазування». [41]
- Шоломи для скелелазіння захищають череп від падаючих уламків, таких як скелі під час альпійського скелелазіння або упущених частин спорядження, а також від сил удару по голові під час падіння під час скелелазіння, особливо коли альпініст, що падає, перевертається. [11] [41]

## Різне обладнання
Скелелази також можуть використовувати низку іншого спеціалізованого обладнання, зокрема:
- Скелелазні килимки використовуються для захисту скелелазів від частих падінь, які трапляються при скелелазінні, яке, хоча і коротше, ніж інші види скелелазіння, може відбуватися на нерівних або твердих поверхнях з незручних положень тіла, що призводить до травм.[42]
- Крейда для скелелазіння широко використовується скелелазами, щоб допомогти поглинути вологу на руках;[22] крейда зберігається в «крейдяній сумці», яку підвішують навколо пояса. Американський боулдерист Джон Гілл (John Gill), який у 1950-х роках запровадив «гімнастичну крейду» у скелелазіння (він сам був гімнастом).[41]
- Стропи для спорядження - петлі з мотузки (часто з деякою підкладкою), які носять по діагоналі на грудях на довгих традиційних скелелазних маршрутах (наприклад, багатоступеневе сходження), коли альпініст не може зручно розташувати своє захисне спорядження на петлях обв'язки.[22]
- Путівники - книги, які можна носити з собою (тобто брати з собою на сходження), в яких описані ключові деталі альпіністських маршрутів, включаючи схеми (або топос) маршрутів та категорії складності кожного окремого етапу.[43]
- Мішки для транспортування - великі трубчасті мішки міцної конструкції (щоб їх можна було перетягувати по скелі), в яких можна переносити спорядження та альпіністське спорядження на довгих багатопрохідних маршрутах; зазвичай використовуються у скелелазінні на великих стінах, де їх називають «свинями» через зусилля, які доводиться докладати, щоб підняти їх на шківи.[25]
- Наколінники - це неопренові накладки, які надягають на нижню частину стегна для захисту скелелаза при виконанні колінної перекладини;[22]наколінники сприяють покращенню стандартів скелелазіння та підвищенню класів скелелазіння, і їх використання стало загальноприйнятим у вільному скелелазінні.[44]
- Медична стрічка («стрічка» може також означати ремінь) використовується скелелазами для запобігання та лікування шкірних травм. Наприклад, стрічка зменшує пошкодження шкіри при заклинюванні рук на шорстких гранітних поверхнях; вона також використовується для покриття стертої шкіри на пальцях під час лазіння по тріщинах.[22]
- Гайковий інструмент (або «гайковий ключ») - металевий інструмент, що використовується для вилучення гайок і шестигранників, які міцно застрягли в тріщинах.[45]
- Портали використовуються у лазінні по великих стінах як тимчасові платформи для ночівлі; вони також використовуються як платформа для відпочинку для довгих страхувальних мотузок, які є типовими на маршрутах для лазіння по великих стінах.[46]
- Шківи використовуються скелелазами на великих стінах для підйому мішків та іншого спорядження.[47]
- Затискачі для палиць (або «затискачі для палиць») - це довгі палиці з швидкознімним пристроєм на одному кінці, які можуть бути закріплені на першому болті спортивного скелелазного маршруту скелелазом, що стоїть на землі; це дозволяє уникнути ризику падіння на землю перед закріпленням на першому елементі захисту.[48][40]
- Дротяні щітки використовуються для очищення відсіків, особливо на висококласних скелелазних маршрутах, де відсіки дуже малі і повинні бути сухими та вільними від сміття або рослинності, щоб їх можна було використовувати; зубні щітки можна використовувати для очищення найменших відсіків, не пошкоджуючи їх.[45]

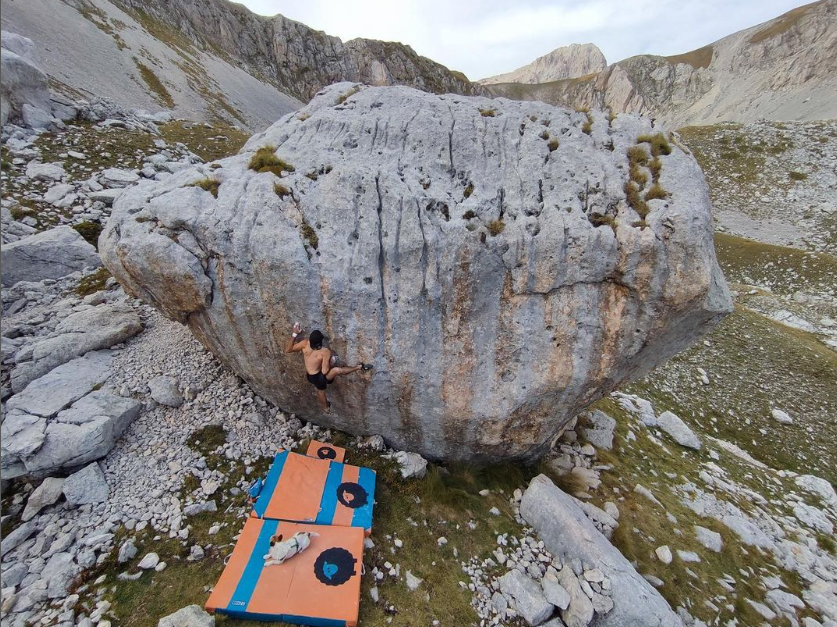
Альпініст за допомогою килимка для боулдерінгу
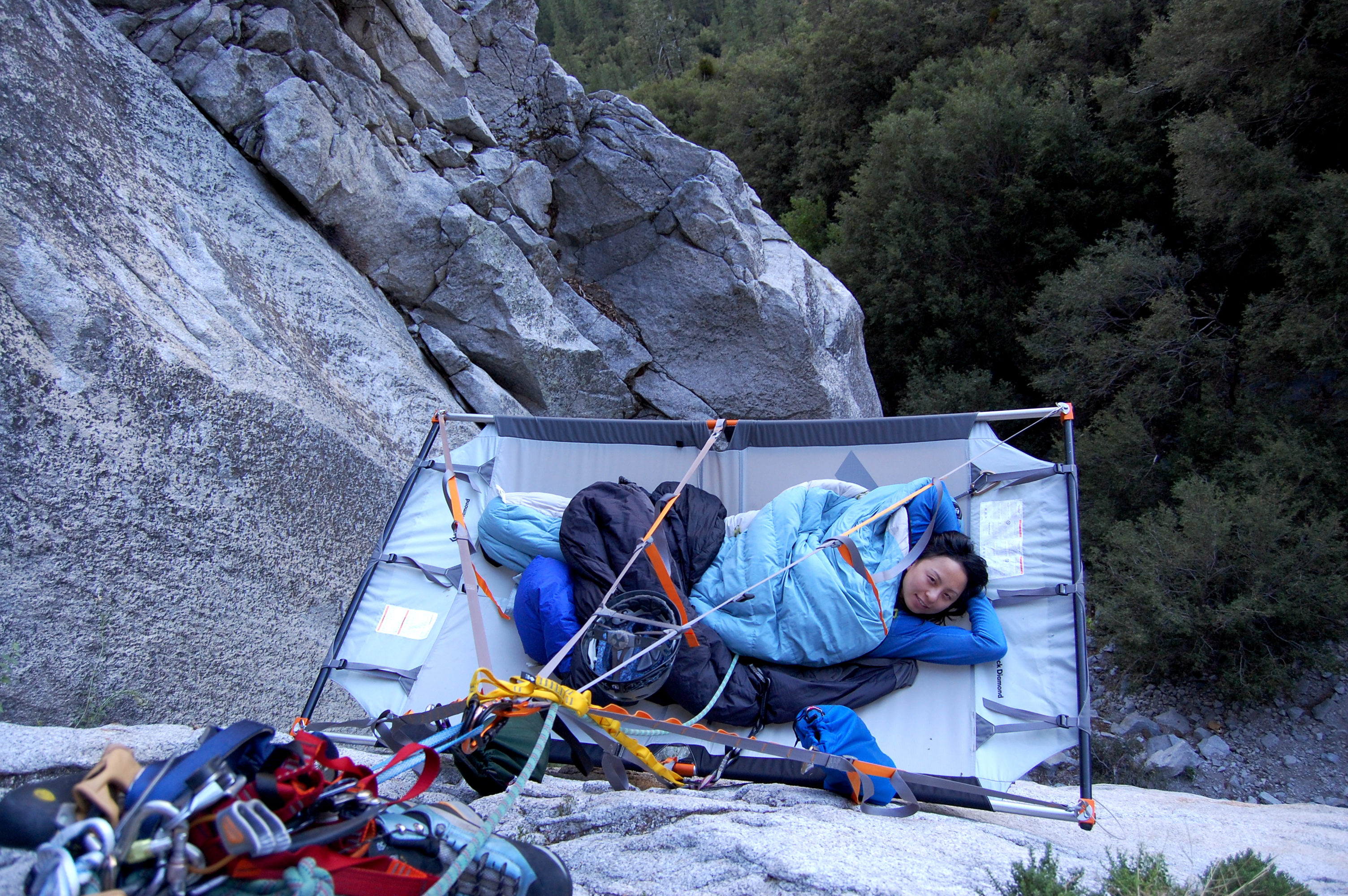
Альпініст, лежачи на порталі

## Навчальне обладнання

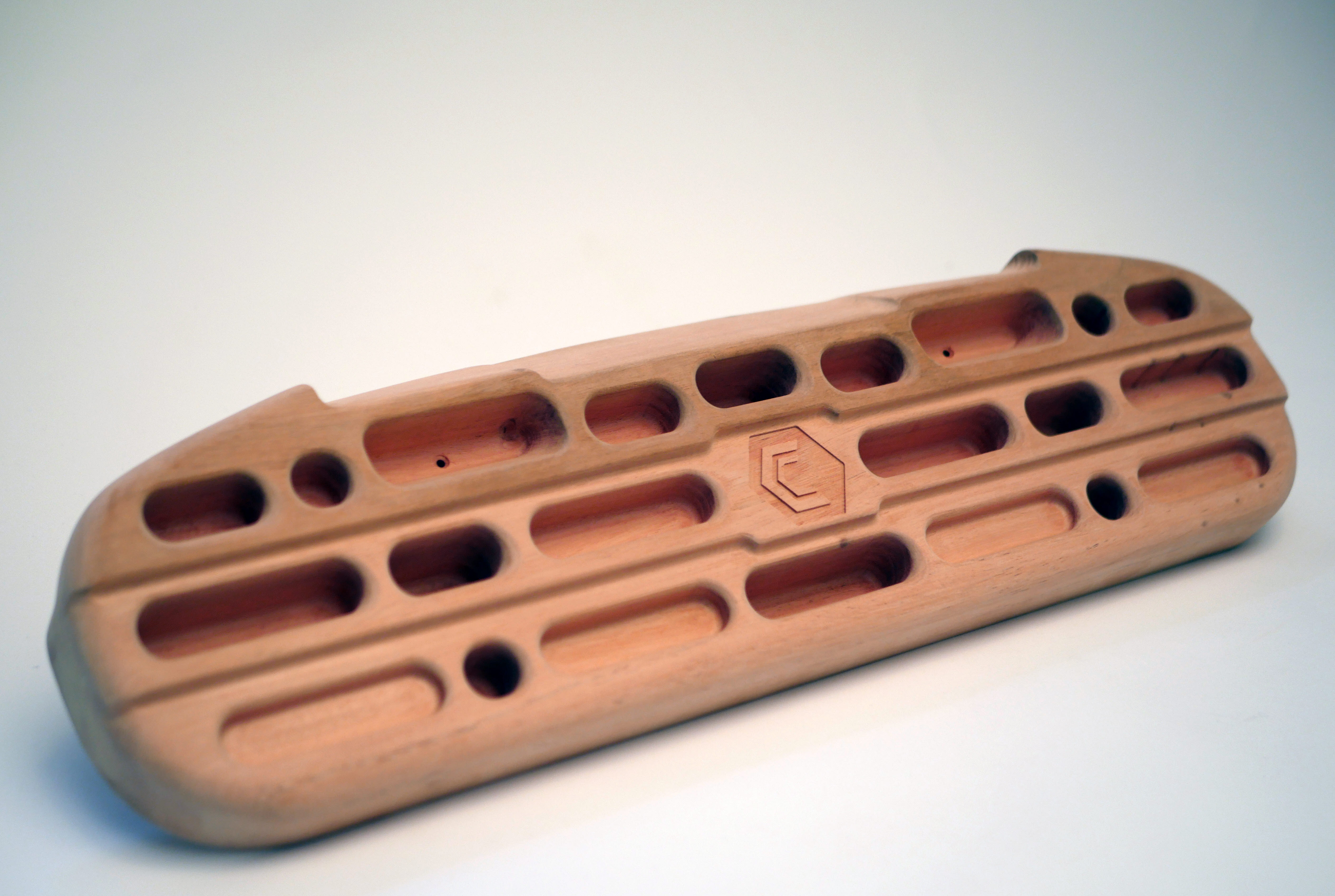
Підвісна дошка

Для зміцнення пальців, сухожиль і м’язів альпініста під час тренування альпініста використовується різне спорядження:
- Драбина Bachar — це вузька та гнучка драбина, яку зазвичай можна згорнути, виготовлена з металу, ПВХ або стрічки, яка підвішується горизонтально між двома точками (зазвичай з однією точкою вище, щоб створити схил), якими альпініст піднімається та спускається по сходинках. використовуючи лише силу рук, не використовуючи ноги; це рання версія кампусної дошки, але вона зосереджена на силі рук, а не на силі рук/пальців. [49]
- Кампусна дошка – це низка горизонтальних сходинок, прикріплених до нависаючої поверхні, на яку зазвичай піднімаються та спускаються без допомоги ніг. При правильному використанні кампусні дошки покращують силу пальців, а також динамічну або пліометричну м’язову силу. [50]
- Grip saver — це невеликий пристрій, який може допомогти розвинути м’язи-антагоністи до тих, що використовуються під час захоплення рукою. Використання такого пристрою може запобігти травмам зв'язок, які зазнають альпіністи. [51]
- Hangboard (або «fingerboard») пов’язаний з кампусною дошкою та був розроблений, щоб зосередитися на зміцненні статичної сили рук і пальців; це популярний тренувальний інструмент для скелелазів і випускається в багатьох формах і з багатьох матеріалів. [52]
- MoonBoard . Прямокутна ділянка стіни для скелелазіння, зазвичай нависаюча під кутом 40 градусів, на якій у вигляді щільної сітки закріплені опори для лазіння ; сучасні MoonBoards мають майже 200 трюмів, з яких було створено понад 55 000 класифікованих боулдерінгових задач . [53] [54]

### Типи
- Спорядження для альпійського скелелазіння
- Скелеотехніка
- Лідолазінне обладнання
- Змішане альпіністське спорядження

## Подальше читання
- Climbing Guiding Manual. Association of Canadian Mountain Guides. 2023. Процитовано 10 вересня 2023.
- Long, John; Gaines, Bob (August 2022). How to Rock Climb (вид. 6th). Falcon Guides. ISBN 978-1493056262.
- The Mountaineers (2018). Mountaineering: The Freedom of the Hill (вид. 9th). Quiller Publishing. ISBN 978-1846892622.
- Croft, Peter; Long, John (2014). Trad Climbers Bible (вид. 1st). Falcon Guides. ISBN 978-0762783724.

## Зовнішні посилання
- Контрольний список традиційного скелелазіння, REI (2023)
- Контрольний список спортивного скелелазіння, REI (2023)
- Перелік спорядження для скелелазіння, Кооператив гірського обладнання (2023)